# Timeless
Timeless är ett musikalbum av Sarah Brightman släppt 1997. Timeless har varit Sarah Brightmans mest framgångsrika album under hennes karriär. Detta är även hennes mest klassiska album. Hitlåten Time to say goodbye (Con te partirò) finns med i låtlistan och är fortfarande Tysklands bäst säljande singel enligt Guiness rekordbok.
Sarah Brightman duetterar med José Cura och Andrea Bocelli tillsammans med The London Symphony Orchestra.

## Tracklista
1. No one like you
2. Just show me how to love you
3. Tu quieres volver
4. In pace
5. There for me
6. Bilitis-gènèrique
7. Who wants to live forever
8. La wally
9. Naturaleza Muerta
10. En aranjuez con tu amor
11. In trutina
12. Time to say goodbye
13. O mio babbino caro
14. Alleluja